# Frank Switzer

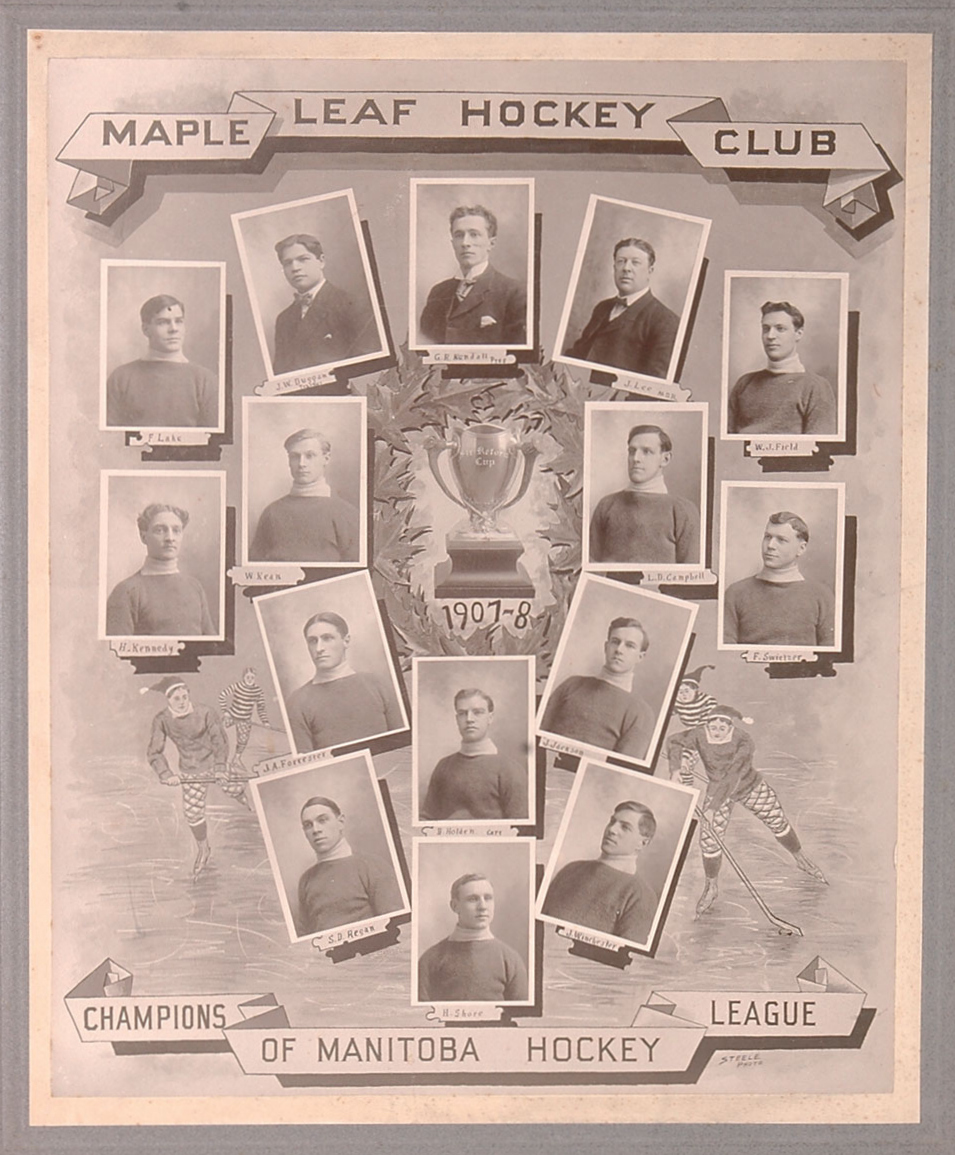
Frank Switzer, längst till höger i andra raden ovanifrån, med Winnipeg Maple Leafs säsongen 1907–08.

Franklin Lewis Schweitzer, efternamnet även stavat Switzer, Sweitzer och Swietzer, född 13 december 1882 i Stratford, Ontario, död 28 mars 1970 i Cleveland, Ohio, var en kanadensisk professionell ishockeyforward som var aktiv åren 1901–1911.

## Karriär
Säsongen 1902–03 spelade Switzer tre matcher för Pittsburgh Keystones i den semiprofessionella ligan Western Pennsylvania Hockey League. Från 1904 till 1907 spelade Switzer för Michigan Soo Indians i International Professional Hockey League, den första helprofessionella ishockeyligan, där han var lagkamrat med bland annat Didier Pitre och Jack Laviolette.
Säsongen 1907–08 spelade Switzer för Winnipeg Strathconas och Winnipeg Maple Leafs i Manitoba Professional Hockey League. Winnipeg Maple Leafs vann mästerskapstiteln i MPHL säsongen 1907–08 och i mars 1908 utmanade laget Montreal Wanderers från ECAHA om Stanley Cup. Wanderers vann dock matchserien med siffrorna 11-5 och 9-3 och Switzer deltog inte i någon av matcherna.

## Statistik
Trä. = Träningsmatcher
| 1902–03     | Pittsburgh Keystones | WPHL        | 3  | 0  | 0 | 0  | 2  | – | – | – | – | – |
| 1903–04     | Michigan Soo Indians | Trä.        | 20 | 43 | 0 | 43 | 0  | – | – | – | – | – |
|             |                      | US-Champ    | –  | –  | – | –  | –  | 4 | 2 | 0 | 2 | 2 |
| 1904–05     | Michigan Soo Indians | IPHL        | 18 | 18 | 0 | 18 | 17 | – | – | – | – | – |
| 1905–06     | Michigan Soo Indians | IPHL        | 22 | 25 | 0 | 25 | 18 | – | – | – | – | – |
| 1906–07     | Michigan Soo Indians | IPHL        | 22 | 27 | 8 | 35 | 33 | – | – | – | – | – |
| 1907–08     | Winnipeg Strathconas | MHL         | 15 | 14 | 3 | 17 | 21 | – | – | – | – | – |
|             | Winnipeg Maple Leafs | MHL         | 1  | 1  | 0 | 1  | 0  | – | – | – | – | – |
| 1910–11     | Belleville           | EOPHL       | 1  | 0  | 0 | 0  | 0  | – | – | – | – | – |
| IPHL totalt | IPHL totalt          | IPHL totalt | 62 | 70 | 8 | 78 | 68 | – | – | – | – | – |

Statistik från Society for International Hockey Research på sihrhockey.org